# Park Kusocińskiego w Olsztynie

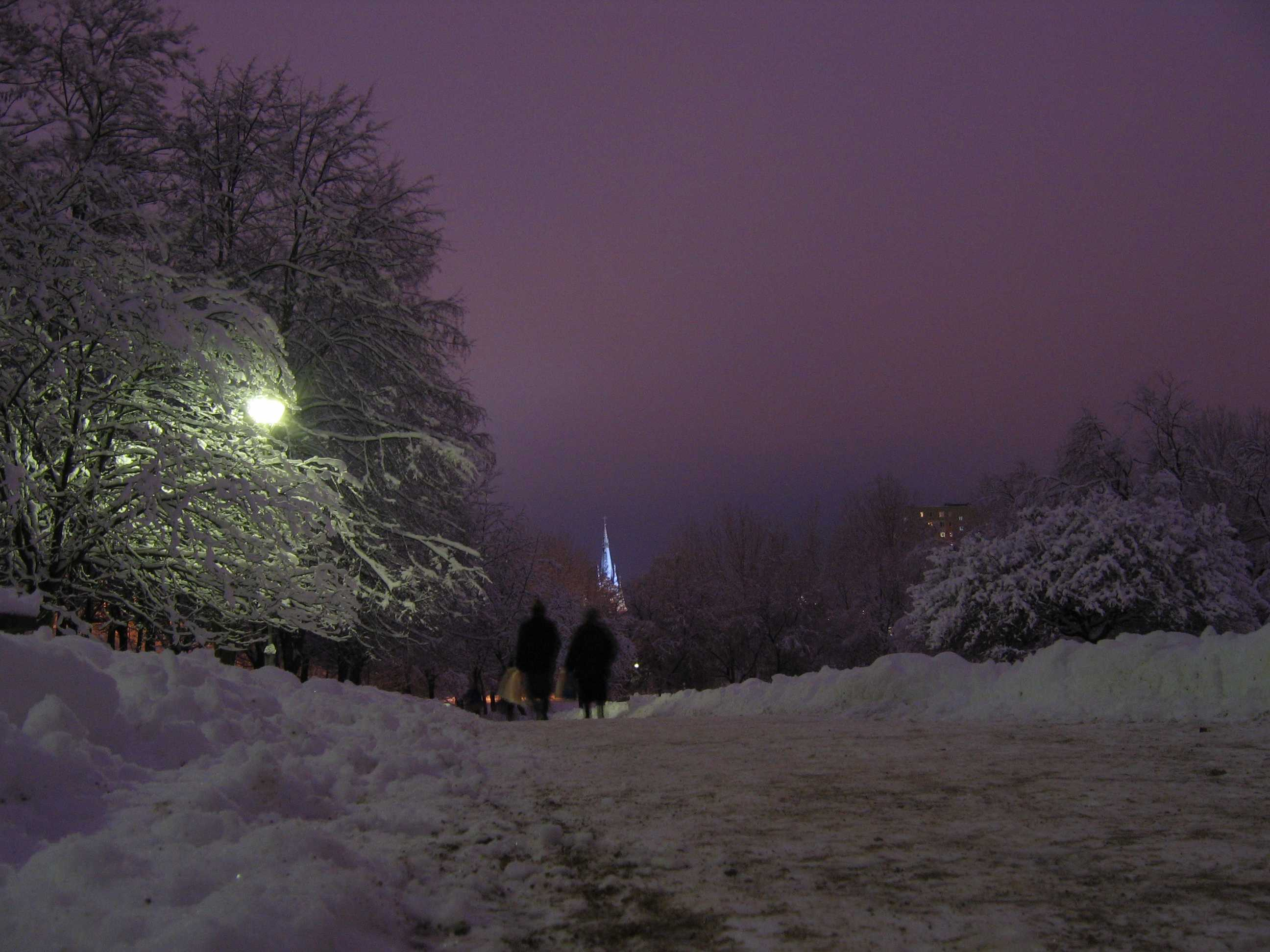
Park Kusocińskiego zimą

Park Kusocińskiego – jeden z największych parków w Olsztynie. Znajduje się pomiędzy ulicami: Piłsudskiego, Głowackiego, Kołobrzeską i Leonharda. Pierwotnie nazywany był Parkiem Czynu Partyjnego. Po 1989 zyskał imię Janusza Kusocińskiego – wybitnego biegacza, złotego medalisty olimpijskiego.
Na terenie parku znajdują się m.in.
- budynek XI Liceum Ogólnokształcącego w Olsztynie i Gimnazjum nr 3
- budynek Szkoły Podstawowej nr 3
- hala sportowa Start należąca do Uniwersytetu Warmińsko - Mazurskiego w Olsztynie
- Kościół Najświętszej Maryi Panny Ostrobramskiej
- skatepark[1]
- dwa antropogeniczne zbiorniki wodne
- siłownia pod chmurką[2]
- kamienny stół do gry w tenisa stołowego[2]
- ławka ze stołem do gry w szachy i warcaby[3]

W pobliżu parku umiejscowiony jest także Stadion OSiR-u, na którym mecze rozgrywa drużyna piłki nożnej Stomil Olsztyn.